# 6919 Tomonaga
6919 Tomonaga este un asteroid din centura principală de asteroizi.

## Descriere
6919 Tomonaga este un asteroid din centura principală de asteroizi. A fost descoperit pe 16 aprilie 1993 la Kitami de Kin Endate și Kazuro Watanabe. El prezintă o orbită caracterizată de o semiaxă mare de 2,26 ua, o excentricitate de 0,10 și o înclinație de 5,2° în raport cu ecliptica.